# 歐亞主義

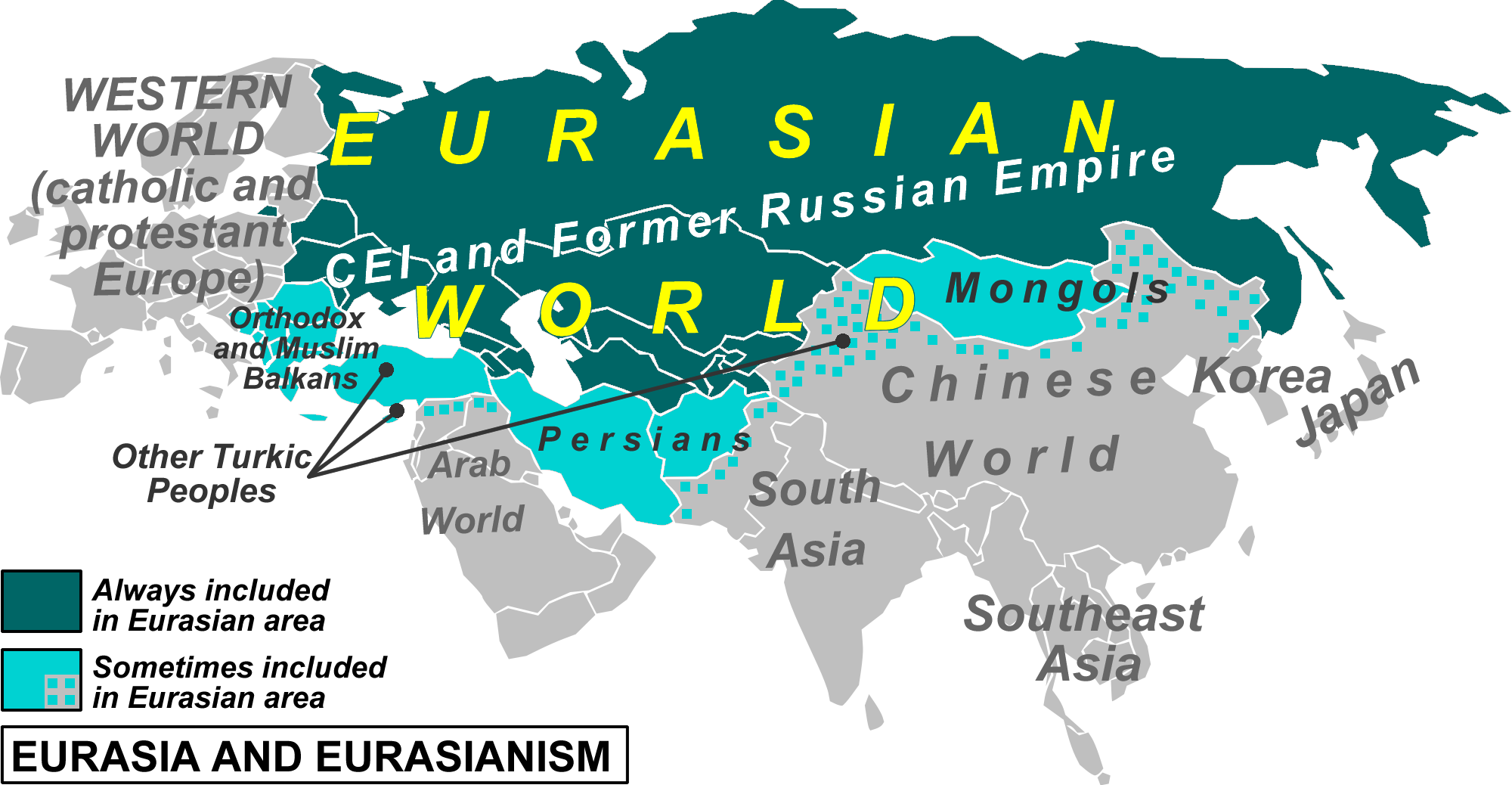
歐亞主義者對於俄羅斯領土的主張

歐亞主義（英語：Eurasianism），是20世紀的俄羅斯思想與政治運動。歐亞主義誕生於十月革命後流亡境外的俄羅斯僑民中，尼古拉·特鲁别茨柯伊、喬治·維爾納茨基與列夫·古米廖夫被稱為該流派的「三套馬車」。
歐亞主義，主張俄羅斯文明既不屬於歐洲，也不屬於亞洲，而東歐、西西伯利亞、突厥斯坦等歐亞間的中間地帶構成獨立的俄羅斯世界及其文明。基於此地理特性，歐亞主義者企圖為俄羅斯擘劃別於西方的精神及社會發展道路。

## 19世紀的源起
19世紀，俄羅斯帝國捲入與其西側歐洲國家的一連串戰爭。諸多知識分子、思想家與戰略家逐漸感受到與歐洲疏離，視歐洲化是對俄羅斯民族認同的威脅。1881年，杜斯妥也夫斯基便曾說道：「對歐洲人來說，我們是韃靼人；對亞洲人來說，我們是歐洲人。」 19世紀末，克里米亞戰爭、1878年柏林條約皆視為是俄羅斯的國恥。一部分保皇派菁英遂主張向東擴張，即「東方主義」（vostochniki ）。東方主義者開始強調俄羅斯的亞洲性，認為必須保衛俄羅斯帝國對抗拉丁-日耳曼文化的智識殖民。康斯坦丁·列昂季耶夫便自我認同為圖蘭人，而非斯拉夫人。這些東方主義者主張伊斯蘭與佛教優於天主教及土耳其人。然而，直到布爾什維克革命後，這些東方主義發明的主張才轉化成歐亞主義運動，進而主張建立一個單一民族國家。

## 20世紀早期與消亡
1920年代，布爾什維克革命後，歐亞主義興起於流亡境外的俄羅斯僑民。歐亞主義，主張俄羅斯文明不屬於“歐洲”，也不屬於「亞洲」，而是「舊世界的第三大陸」。為了建立反君主制的共和國，歐亞主義者認為十月革命是俄羅斯社會的快速現代化一個必要的反應。 歐亞主義，認為需抵抗西方化，倡導東方對西方的文化優越，認為這塊第三大陸「歐亞區域」屬於共享俄羅斯-突厥文化的人們。
在史達林一國社會主義政策期間，歐亞主義社群曾為蘇聯辯護，批評反布爾什維克組織，如俄羅斯全軍聯盟（ROVS）。1920年代，蘇符欽斯基為首的共產歐亞主義獲得支持，譴責反蘇聯批評。
歐亞主義的主要領袖，有特魯别茨科伊大公、彼得·尼古拉耶维奇·萨维茨基、蘇符欽斯基、米爾斯基、康斯坦丁、列夫·卡薩維與艾弗隆。曾經的歐亞主義者弗洛罗夫斯基影響了歐亞主義社群接受布爾什維克革命的事實。
1925年10月，布拉格舉行集會，建立了研究會。神學家及作曲家Vladimir Nikolaevich Ilyin為其中參與者。
1926年，蘇聯曾設局傷害歐亞主義社群，即信任行動（Trust Operation，TREST）
1920年代晚期，歐亞主義者分裂，左派更親蘇、親共產，而右派則堅定反蘇、反共產。左翼歐亞主義在法國巴黎出現，並轉向親蘇；反共產的尼古拉·特鲁别茨柯伊譴責左派，代表運動的分裂。歐亞主義迅速在俄羅斯僑民社群消逝。By
1930年代中葉，歐亞主義代表遭到蘇聯打壓與清洗，運動消亡。
歐亞主義的早期議題是主張控制歐洲心臟地帶以獲得地緣政治上的優勢。極右翼思想家深受影響，如斯賓格勒、弗朗西斯·帕克·约基、比利時納粹協力者讓·弗朗索瓦·蒂里亞爾及民族布尔什维克主义。

## 新歐亞主義
1980年代，列夫·古米廖夫復甦歐亞主義。古米廖夫與彼得·萨维茨基書信往來，自稱「最後的歐亞主義者」。
另一位代表人物為亞歷山大·杜金。杜金原追隨民族布尔什维克主义，將第三條道路、地緣政治及蘇維埃懷念引入歐亞主義，重新詮釋歐亞主義為歐洲新右派的一支。在杜金的新歐亞主義中，俄羅斯民族是“最優秀的歐亞民族”，有文明使命需佔領整個大陸，建立歐亞帝國。主要威脅是美英大西洋主义 。為此，俄羅斯應建立極權主義國家。1990年代，杜金曾批評義大利法西斯主義和德國納粹主義「不夠法西斯」。儘管隨後，杜金緩和立場為保守主義、民族布尔什维克主义，但仍被公認為法西斯主義的一支。
歐亞主義有時也被稱為大俄羅斯主義，目標是把所有俄羅斯帝國和前蘇聯领土，以及一些东欧国家和中国的领土併入俄羅斯聯邦，并建立俄国的“战略缓冲区”。

## 新斯基泰
2011年，俄羅斯興起新斯基泰人運動，文學上追隨亚历山大·勃洛克的斯基泰運動，政治上追隨歐亞主義。國際歐亞運動家帕维尔·扎里富林認為前蘇聯諸多民族為斯基泰人後裔，而俄羅斯斯拉夫人為斯基泰人的繼承者。 .